# Grünbart-Helmkolibri

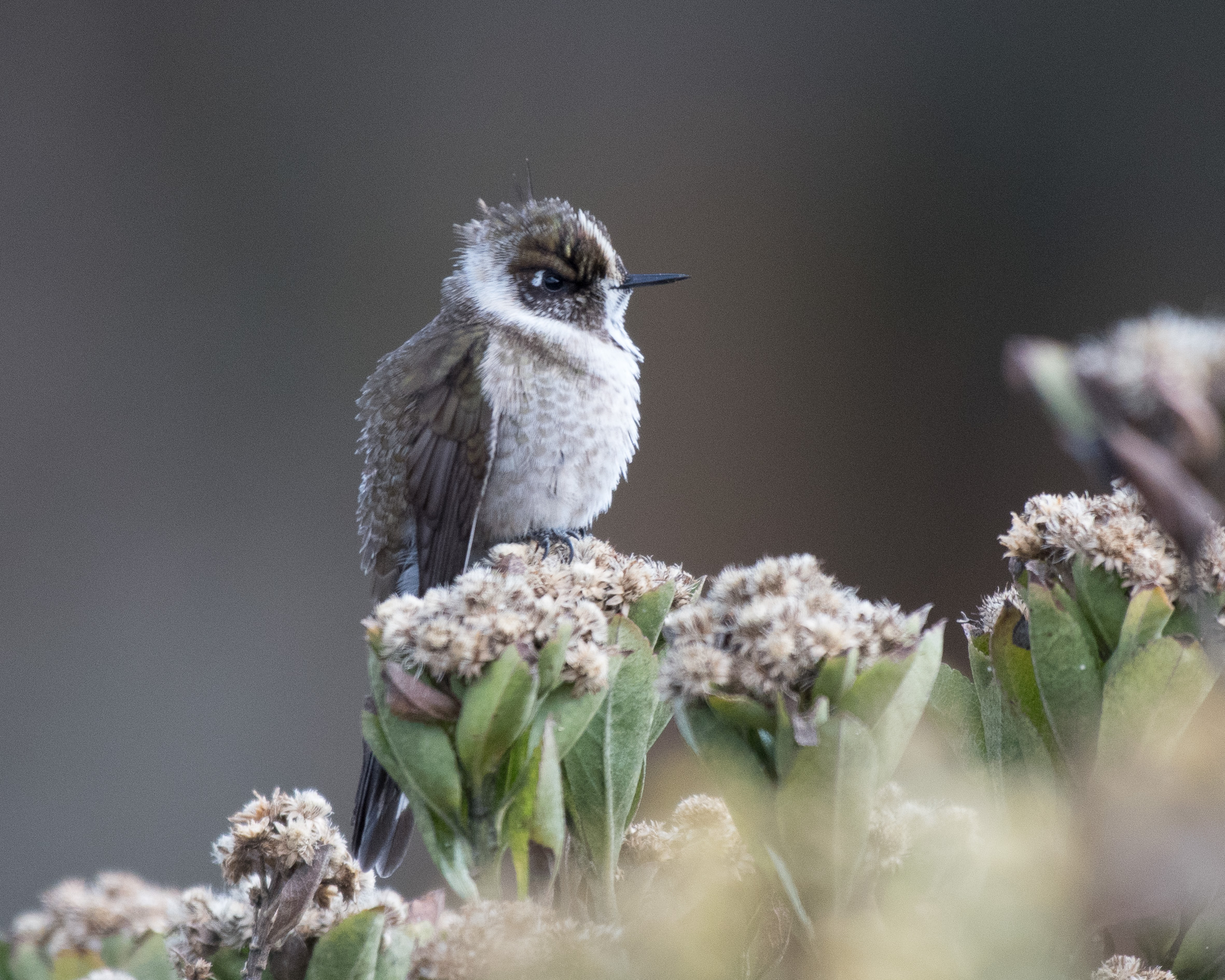
Grünbart-Helmkolibri, Weibchen

Der Grünbart-Helmkolibri oder einfach Helmkolibri (Oxypogon guerinii) ist eine Vogelart aus der Familie der Kolibris (Trochilidae). Die Art hat ein großes Verbreitungsgebiet, das die südamerikanischen Länder Kolumbien und Venezuela umfasst. Der Bestand wird von der IUCN als „nicht gefährdet“ (least concern) eingeschätzt.

## Merkmale
Der Grünbart-Helmkolibri erreicht eine Körperlänge von etwa 11,5 Zentimetern und hat einen sehr kurzen, nur 8 Millimeter langen Schnabel. Die Oberseite des Männchens ist olivgrün. Dabei hat es einen markanten schwarz-weißen Kamm als Krone. Am Kinn trägt es einen zotteligen weißen „Bart“, der von einem glitzernden grünen Streifen durchzogen ist. Das Dunkel seitlich des Kopfes hat die Form eines Dreiecks. Ein breiter weißer bis gelblichbrauner Kragen umrahmt den Nacken bis hin zur Brust. Der Rest der Unterseite wirkt schmutzig gelblichbraun und weist grüne runde Flecken auf. Der leicht gegabelte Schwanz ist relativ lang, wobei die zentralen Steuerfedern olivbronzen sind. Die äußeren Schwanzfedern sind überwiegend weiß mit bronzeroten Rändern und Sprenkeln. Das Weibchen sieht sehr ähnlich aus, hat aber keinen Bart und Kamm. Insgesamt wirkt das Gefieder des Weibchens zudem etwas matter.

## Verbreitung und Lebensraum
Die Art kommt in typischen Páramo-Landschaften in Höhen zwischen 3200 und 5200 Metern vor. Hier bewegt sie sich zwischen Graslandschaft und Buschwerk.

## Verhalten
Der  Grünbart-Helmkolibri ist eher ein Einzelgänger und bevorzugt bei der Nektarsuche niedrige Büsche sowie die Blüten der Espeletia oder Polylepis. Manchmal läuft er auf den verfilzten Grasflächen und macht auf der Suche nach Insekten kurze Flüge. Wenn er vor den Blüten schwirrt und sich an sie klammert, wirkt er sehr aktiv.

## Unterarten

Verbreitungsgebiete (grün) der Helmkolibris (Oxypogon): Die vier Unterarten leben in voneinander isolierten Gebieten und haben inzwischen den Status eigenständiger Arten

Früher wurden vier Unterarten anerkannt, die inzwischen als vier eigenständige Arten betrachtet wurden. Deutliche Unterschiede im Gefieder und der Morphometrie führten zu der Abspaltung. Das South American Classification Committee unterstützt die neue Kategorisierung.
Früher galten folgende Unterarten, die heute als eigenständige Arten zu betrachten sind:
- Oxypogon guerinii guerinii (Boissonneau, 1840)[4] – die Nominatform, der Grünbart-Helmkolibri (Oxypogon guerinii), kommt in den Ostanden Kolumbiens bis in den Süden des Departamento Cundinamarcas vor.
- Oxypogon guerinii cyanolaemus Salvin & Godman, 1880[5] – der Blaubart-Helmkolibri (Oxypogon cyanolaemus) ist im Nordosten Kolumbiens in der Sierra Nevada de Santa Marta präsent. Der Streifen im Bart ist lilablau.
- Oxypogon guerinii lindenii (Parzudaki, 1845)[6] –  der Weißbart-Helmkolibri (Oxypogon lindenii) ist in den Anden Nordwest-Venezuelas der Bundesstaaten Mérida und Trujillo verbreitet. Das Dreieck am Kopf ist schwarz, die zentralen Schwanzfedern sind glänzend olivgrün, die äußeren bronzelila. Die Unterseite ist dunkel olivgrün mit Grautönen am Bauch. Die runden Punkte auf der Unterseite wirken dunkler.
- Oxypogon guerinii stuebelii A. B. Meyer, 1884[7] – der Violettbart-Helmkolibri (Oxypogon stuebelii)[8] ist im zentralen Kolumbien nahe dem Vulkan Nevado del Ruiz verbreitet. Der Streifen im Bart ist blauorange, die äußeren Schwanzfedern gelbbraun.

## Etymologie und Forschungsgeschichte
Das Typusexemplar wurde wie viele Sammelobjekte aus dieser Zeit von Santa Fé de Bogotá aus versendet. Auguste Boissonneau beschrieb den Grünbart-Helmkolibri unter dem Namen Ornismia guerinii. Später wurde er der Gattung Oxypogon zugeordnet. Dieser Begriff leitet sich von den altgriechischen Wörtern ὀξύς oxýs für „scharf, spitz“ und πώγων pṓgōn für „Bart“ ab. Das Artepitheton widmete Boissonneau Félix Édouard Guérin-Méneville, dem Herausgeber der Zeitschrift Revue zoologique par la Société Cuvierienne.